# فيلوربان
فيلوربان (بالفرنسية: Villeurbanne)‏ هي مدينة في مقاطعة رون - ألپ في شرق فرنسا. وهي تقع شمال شرق ليون
مسجد عثمان

## توأمة
لفيلوربان اتفاقيات توأمة مع كل من:
- بات يام
- أبانيا
- موجيلوف
- خاباروفسك
- العلمة
- أبوفيان
- آلتنبورغ (1971 - )

## أعلام
- سيباستيان فيليب
- هنري كوشيه
- تيري أسكيون
- جان بيلفير
- إغزافيه شافاليرين
- فلوري ماريوس